# Lohr Industrie
Lohr Industrie — Группа компаний Lohr является специалистом в разработке, производстве и реализации транспортных средств для перевозки пассажиров и грузов. Головной офис компании находится в Эльзасе (Франция). Заводы Lohr по производству автовозов находятся в США, Мексике, Сербии, Турции, Франции и Китае.
Штат компании 2500 сотрудников.

## Маркетинговая информация
Lohr Industrie успешно конкурирует в Европе с известным итальянским Rolfo и австрийским Kassbohrer Transport Technik (KTT).
Линейка автовозов Lohr представлена тремя основными моделями — EuroLohr, MultiLohr и MaxiLohr.

## Lohr Industrie в России
В 2006 году Lohr Industrie открыл в России свой филиал, осуществляющий техническую поддержку владельцев французских автовозов. А в подмосковном Ногинске был создан склад оригинальных запчастей. Компания также рассматривает возможность создания в России сборочного производства..

## История
Компания Lohr Industrie, возглавляемая 75-летним Робертом Лором, была основана его отцом в 1963 году в предместье Страсбурга.
Спустя десять лет, наряду с автовозами, Роберт Лор решил выпускать армейскую технику — бронированные автомобили, машины для полиции, прицепы-танковозы. В 1978 году у Lohr Industrie появились филиалы в других странах.
Позже Lohr Industrie начал разрабатывать еще два направления. Одно из них — Translohr — производит трамваи на шинах, передвигающиеся по монорельсу. В 2012 году подразделение Translohr было продано компании Alstom, чтобы избежать банкротства.
Второе направление — Modalohr — известно своей железнодорожной платформой с поворотными полурамами.